# Gornji Zelenikovac
Gornji Zelenikovac dio je naseljenog mjestog mjesta Donji Zelenikovac u općini Neum, Federacija BiH, BiH.

## Povijest
Godine 1589. u povijesnim se izvorima prvi put spominje selo Zelenikovac, a 1639. isto selo broji 7 domova i naziva se Zelenikovci te obuhvaća područje današnjega Gornjega (nalazi se na višoj nadmorskoj visini) i Donjega Zelenikovca.
Već se godine 1733. selo razdvaja na dva naselja. Područje se današnjega Gornjega Zelenikovca naziva Kljenovac te u 2 kućanstva u njemu živi ukupno 18 osoba. 
U gradačkim se maticama u 18. st Gornji Zelenikovac naziva Zakljenak (nalazi se iza vrha Kljenak). Gornji Zelenikovac posve je istisnulo starije ime Zakljenak sredinom 19. st.